# Левицький Петро Ростиславович
Петро́ Ростисла́вович Леви́цький (нар. 11 червня 1970, с. Лисин Млинівського (нині у складі Демидівського району) Рівненської області) — український фахівець у галузі медицини, спортсмен, підприємець. Кандидат медичних наук (2006). Головний лікар «Тернопільського міського лікувально-діагностичного центру».

## Життєпис
Закінчив Ківерцівське медичне училище (1989, Волинська область), Тернопільський медичний інститут (1998, нині Тернопільський державний медичний університет). Працював фельдшером терапевтичного відділення Луцької районної лікарні (1989). Після проходження в 1989—1991 роках строкової служби в прикордонних військах у Казахстані, працював фельдшером швидкої допомоги, масажистом (1991, с. Липини Луцького району Волинської області).
Від 1992 — масажист фізіотерапевтичного відділення Тернопільської клінічної лікарні № 2. 1998—1999 — лікар-рефлексотерапевт у смт Березне Рівненської області, лікар-терапевт Тернопільської обласної організації східних бойових мистецтв.
Від 2000 — в Тернопільській державній медичній академії (нині ТДМУ): асистент кафедри фізичного виховання, кафедри медицини катастроф та військової медицини, заступник завідувача кафедри (від 2006), доцент (2013). 2001 заснував підприємство «Інтекс». Виконавчий директор благодійного фонду «Лікарняна каса в Тернопільській області». Волонтер, член громадської організації «Всеукраїнська Гвардія Революції».
У 2013 — головний лікар «Станції швидкої медичної допомоги», також працював заступником головного лікаря з медичного обслуговування населення ТМКЗ «Центр первинної медико-санітарної допомоги», за сумісництвом — лікарем виїзної бригади швидкої допомоги.
У серпні 2014 року перебував добровольцем у зоні проведення АТО на території Донецької та Луганської областей, де у складі виїзної бригади обслуговував цивільне населення та військовослужбовців.
Від січня 2016 року очолив комунальне підприємство Тернопільської міської ради «Тернопільський міський лікувально-діагностичний центр» на базі колишньої «Відділкової клінічної лікарні станції Тернопіль ДТГО „Львівська залізниця“».
Одружений, виховує 2 синів. Син Максим — чемпіон України з кікбоксингу серед молодших юнаків, який представлятиме Україну на Чемпіонаті світу в Італії.

## Науковий доробок
Автор понад 20 наукових праць.

## Спортивні досягнення
- Майстер спорту України з контактного карате (1994).
- Чемпіон України, член збірної команди України (1994—1996), учасник і призер чемпіонатів Європи та світу.
- Голова Тернопільської обласної федерації кікбоксингу (версія IAKSA, від 2007).
- Суддя національної категорії.
- Член Головної суддівської колегії.
- Голова медичної комісії з контактного карате та кікбоксингу.

## Нагороди
- Медаль «За врятоване життя» (2015)[4].